# Bocoyna
Bocoyna (Okóina in lingua rarámuri) è un municipalità dello stato di Chihuahua, nel Messico settentrionale, capoluogo dell'omonimo comune. Il comune conta 28 766 abitanti (2010) e ha una estensione di 2710,11 km².

## Origine del nome
Il paese deve il suo nome al torrente omonimo, che in lingua rarámuri significa "Luogo dei pini". Venne fondato originariamente da missionari gesuiti con il nome di Nuestra Señora de Guadalupe de Bocoyna.

## Storia
Bocoyna fu fondata nel 1676 da Antonio Oreña missionario della Compagnia di Gesù, con il nome di Nuestra Señora de Guadalupe de Bocoyna, che intensificarono la loro opera missionaria in tutta la regione montuosa e le diedero il nome di Missione di Nostra Signora di Guadalupe de Bocoyna, prendendo quest'ultimo nome dal ruscello accanto al quale si stabilì la popolazione, dipendente dalla vicina missione di Sisoguichi, uno dei principali centri gesuiti della regione. Inizialmente dipese da Sisoguichi ché fu sede municipale fino all'anno 1886 quando detto comune fu soppresso e divenne parte del Comune di Carichí. Infine, il 20 novembre 1911, un decreto del governatore di Chihuahua, Abraham González ne fece definitivamente la sede municipale, dando al nuovo comune il nome di Comune di Bocoyna. Attualmente, la sua attività principale deriva dall'essere la sede del governo comunale, anche se la sua importanza economica e demografica è molto inferiore a quella di altri centri maggiori del comune, quali San Juanito e Creel, che sono dediti al turismo e ad altre attività economiche come la silvicoltura.

## Amministrazione e demografia
Bocoyna è la sede municipale del comune, è comunque la quarta entità per numero di abitanti. Come nella maggior parte dei comuni del Messico, le elezioni municipali si tengono ogni tre anni. Il governo municipale è retto dal Consiglio Comunale, composto dal presidente municipal (il sindaco), un síndico  (fiduciario) e 10 consiglieri, 6 a maggioranza relativa e 5 con rappresentanza proporzionale, (cui numero varia a seconda del risultato elettorale). Il Consiglio Comunale, eletto per un triennio non è rieleggibile per il periodo immediato ma può essere rieletto in forma non consecutiva.
| LOCALITA' PRINCIPALI                            | ABITANTI                                        |                                    | NOME SINDACO | PERIODO |
| San Juanito                                     | 10 535                                          | Guillermo Ruiz Melchor             | 1989 - 1992  |         |
| Creel                                           | 5 338                                           | Jaime Eduwiges González            | 1992 - 1995  |         |
| Sisoguichi                                      | 1 097                                           | Francisco Javier González Granados | 1995 - 1998  |         |
| Bocoyna (capoluogo)                             | 796                                             | Jaime Eduardo González Muñoz       | 1998 - 2001  |         |
| Sojahuachi                                      | 377                                             | Manuel Ramón Carrera Aguilar       | 2001 - 2004  |         |
| Rochivo                                         | 330                                             | Francisco Javier Núñez Núñez       | 2004 - 2007  |         |
| Panalachi                                       | 312                                             | Ernesto Estrada González           | 2007 - 2010  |         |
| Repechique                                      | 60                                              | Abel Hipólito Gutiérrez González   | 2010 - 2013  |         |
| Awatos                                          | 43                                              | Ernesto Estrada González           | 2013 - 2016  |         |
| San Elías                                       | 12                                              | Héctor Edgardo Rochín González     | 2016 - 2018  |         |
| Totale Municipio di Bocoyna                     | 28 766*                                         | Non disponibile                    | 2018 - 2021  |         |
| *include altre località con meno di 10 abitanti | *include altre località con meno di 10 abitanti | Non disponibile                    | 2021 - 2024  |         |
| *include altre località con meno di 10 abitanti | *include altre località con meno di 10 abitanti | Macario Baldivar Hermosillo Pompa  | 2024 - 2027  |         |

I Tarahumaras o Rarámuris sono la principale comunità indigena che abita nella regione.

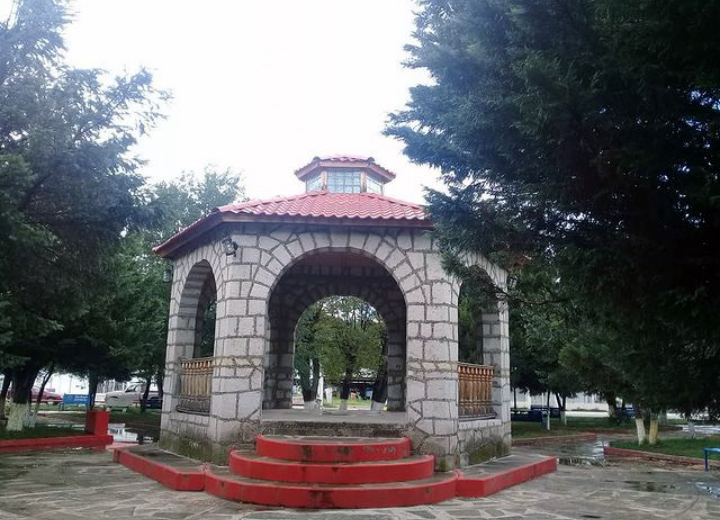
Chiosco nel centro della piazza a Bocoyna

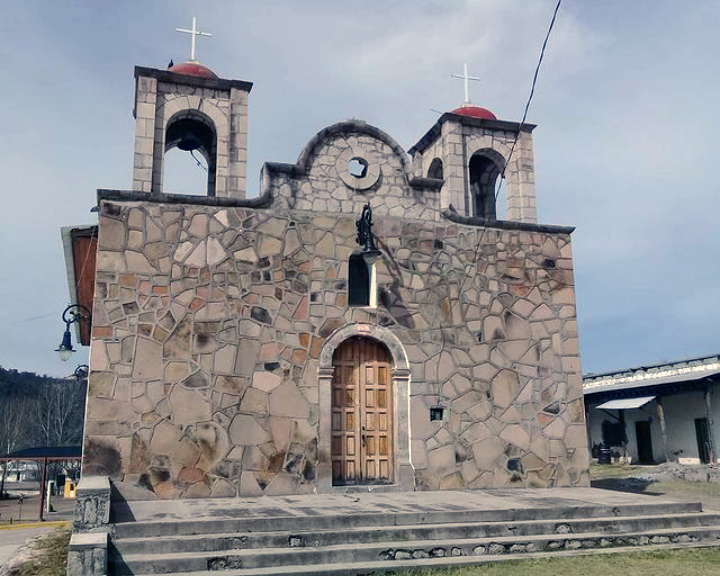
Parroquia de la Asunción de María a Bocoyna

## Luoghi di interesse
Viste le ridotte dimensioni del paese, sono pochi i luoghi di interesse, (le maggiori attrazioni turistiche, si trovano nei dintorni di Creel), a Bocoyna va comunque segnalato quanto segue:
- Palazzo municipale: è un edificio sulla piazza principale in stile coloniale spagnolo, dipinto di bianco, dalla terrazza sormontata da una campana, si affaccia il sindaco per dare il "grito", il giorno dell'indipendenza.
- Plaza Gonzalez: è la piazza principale, ha un chiosco in pietra al centro, numerosi alberi e panchine, ogni panchina è contraddistinta dal nome del donatore, che donò una differente quantità di pesos per la sua installazione.
- Parroquia Asunción de María: è la chiesa principale del paese fondata nel 1702.
- Centro Cultural de Bocoyna: è un moderno edificio, è centro culturale, biblioteca e Centro de Cómputo Municipal di Bocoyna[3]

## Clima

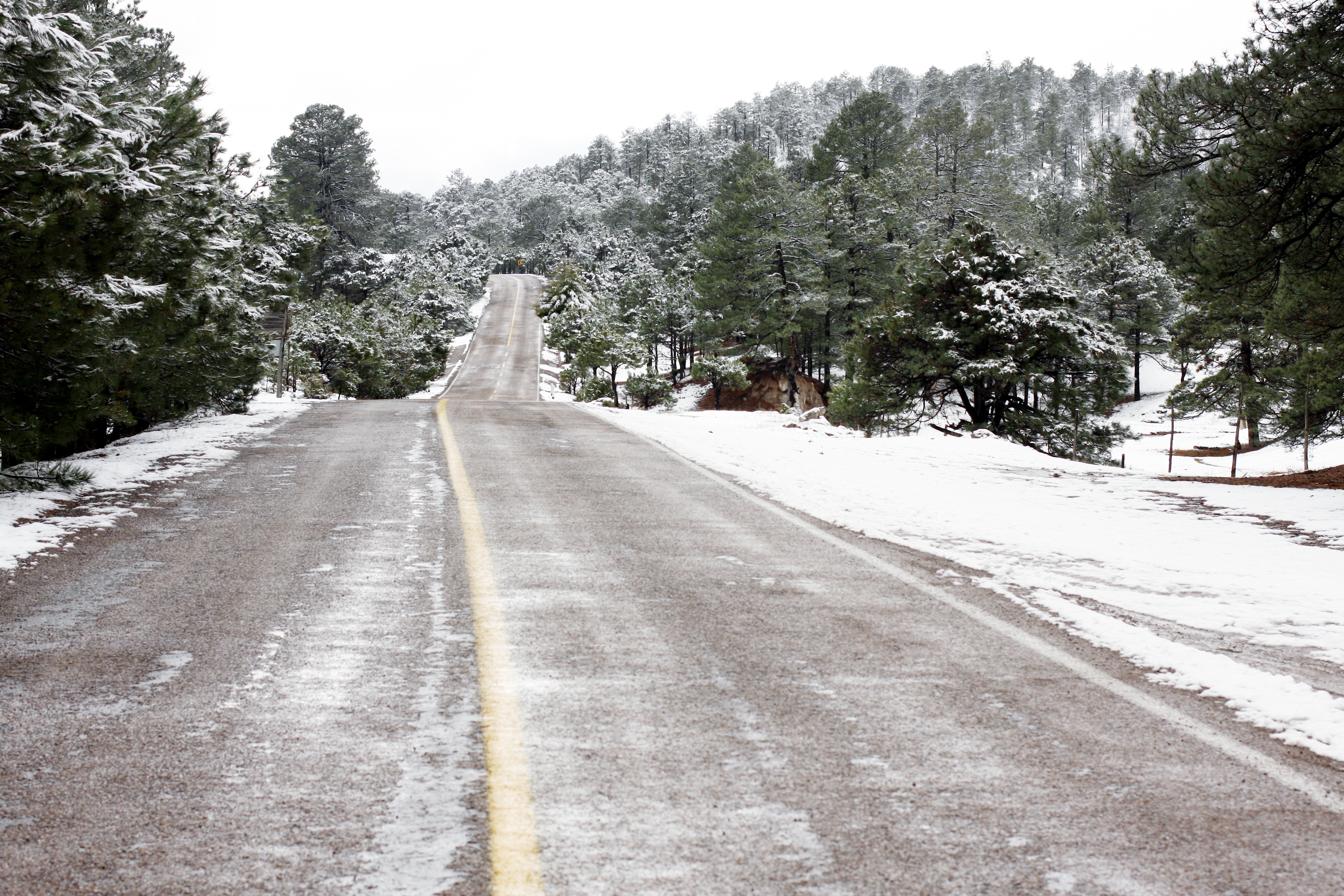
Avenida Gran Vision innevata fuori dal centro di Bocoyna

Ha un clima temperato-subumido poiché si trova all'interno della zona boschiva. L'estate è leggermente calda e umida con massime da 25 °C a 30 °C e minime da 12 °C a 18 °C, mentre l'inverno è freddo con massime da 5 °C a 12 °C e minime da 0 °C a -10 °C. Le nevicate si verificano generalmente da metà novembre a metà marzo, raramente si verificano fino a maggio.
| Mesi                         | Gen.  | Feb.  | Mar.  | Apr.  | Mag. | Giu. | Lug. | Ago. | Set. | Ott. | Nov.  | Dic.  | Media |
| ---------------------------- | ----- | ----- | ----- | ----- | ---- | ---- | ---- | ---- | ---- | ---- | ----- | ----- | ----- |
| Temperatura massima (°C)     | 24.5  | 26.0  | 26.5  | 31.0  | 37.0 | 35.0 | 34.0 | 32.0 | 30.0 | 30.0 | 29.0  | 29.0  | 35    |
| Temperatura mínima (°C)      | -16.0 | -18.0 | -13.5 | -11.0 | -6.0 | -0.5 | 1.0  | 3.0  | -1.0 | -6.0 | -12.0 | -16.5 | -18.0 |
| Giorni di pioggia (≥ 0.5 mm) | 5.3   | 3.7   | 2.2   | 2.1   | 2.2  | 9.3  | 19.5 | 17.3 | 11.7 | 4.1  | 4.0   | 5.7   | 87.1  |
| Giorni di neve (≥ 0.5 cm)    | 1.38  | 0.61  | 0.72  | 0     | 0    | 0    | 0    | 0    | 0    | 0    | 0.42  | 0.70  | 3.8   |

## Trasporti
Autobus: Due linee di autobus fanno servizi giornalieri con partenze circa ogni due ore nell'arco della giornata con destinazione La Junta, (dove è possibile prendere coincidenze per Madera), Chihuahua, Cuahutemoc e Divisadero.
Strade federali: La strada che attraversa Bocoyna, denominata Avenida Gran Vision è la San Rafael-La Junta, che diventa poi federale 16 e prosegue fino a Chihuahua.
Treno: La stazione di Bocoyna fa parte della ferrovia Chihuahua al Pacífico, (Chepe), che va dalla città di Chihuahua a Los Mochis, al febbraio 2025, risulta che nessun treno ferma a Bocoyna, le stazioni più vicine sono quelle di Creel e San Juanito.
Aereo: L'Aeropuerto Regional Barrancas del Cobre, inaugurato il 31 gennaio 2024 dista poco più di 16 kilometri da Bocoyna, ma al momento ha solo voli regionali per Chihuahua tipo aerotaxi. L'altro aeroporto è l'Aeroporto internazionale General Roberto Fierro Villalobos di Chihuahua che dista 265 km.